# Punk hardcore
Sous-genres
Anarcho-punk, beatdown hardcore, crossover thrash, crust punk, D-beat, digital hardcore, emo, grindcore, hardcore mélodique, metalcore, post-hardcore, powerviolence, crossover thrash, skate punk, thrashcore
Genres dérivés
Black metal, death metal, grunge, crossover thrash, screamo, speed metal, thrash metal, sludge metal
Genres associés
Heavy metal, rock alternatif, street punk
Le punk hardcore (également et simplement appelé hardcore) est un sous-genre musical du punk rock ayant émergé dans les années 1970 en Angleterre puis aux États-Unis, d'abord au Sud de la Californie, puis sur la côte Est à partir des années 1980,, notamment à Boston, Washington et New York.
Né dans la scène underground, le hardcore ne réussit initialement pas à se populariser auprès du grand public. Un dérivé du genre, le hardcore mélodique, réussit par la suite à rencontrer un succès relatif. D'autres artistes, fortement influencés par l'esthétique hardcore, comme Nirvana, et d'autres musiciens issus du milieu hardcore comme Bob Mould, Henry Rollins, Mike Watt et Ian MacKaye, rencontreront également un succès important au sein de la scène rock alternatif.

## Caractéristiques
Directement issu du punk rock classique, les principales caractéristiques du hardcore sont souvent la vitesse élevée de la musique, le chant crié, les riffs simples, les sons plus agressifs et distordus, les chansons courtes et une aversion pour la virtuosité. L'usage de la double pédale de grosse caisse dans le hardcore apparaît à la fin des années 1990. Les textes sont généralement politiques, et attentifs aux problèmes d'intolérance et aux problèmes sociaux contemporains ou individuels. Il convient en particulier de noter les écoles précitées de pensée prises par les mouvements anarcho-punk et straight edge, qui rejettent totalement la vision du punk original, adhérer à un mode de vie soucieux de leur santé, écologiste, le bien-être animal et parfois pacifiste, végétarien ou végétalien.
Malgré cela, certaines formes de hardcore comme le street punk (dont seulement une partie est punk hardcore), sont promues pour leurs visions nihilistes typiques de certains groupes punk des années 1970, comme les Sex Pistols.

## Histoire

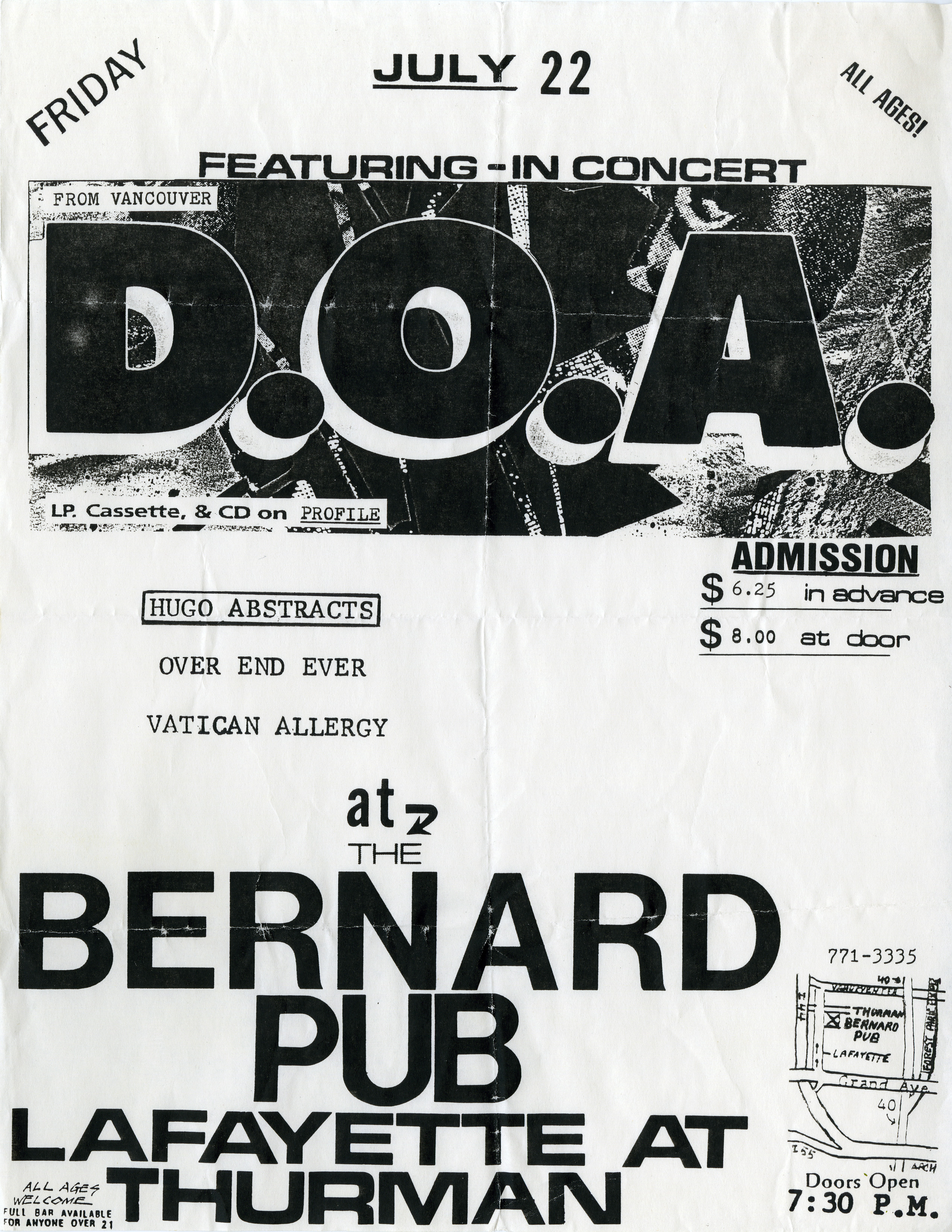
Affiche autoproduit pour un concert de D.O.A. le 22 juillet 1988.

Le genre commence à se développer à la fois en Grande-Bretagne et aux États-Unis au tournant de la fin des années 1970 et au début des années 1980. Selon Steven Blush, le premier album issu de la côte ouest des États-Unis s'intitule Out of Vogue, sorti en 1978, composé par le groupe de Santa Ana, The Middle Class ; le premier album hardcore issu de la côte est s'intitule Pay to Cum, sorti en 1980, composé par les Bad Brains. Malgré les exposants de ce genre souvent proche des attitudes nihilistes et auto-destructeur typique du mouvement punk au début, une partie de celui-ci, en Grande-Bretagne l'anarcho-punk et aux États-Unis le straight edge, rompu considérablement à cette philosophie, commence à s'interroger sur les conditions sociales, économiques et politiques dans un esprit constructif et cohérent.
Le punk hardcore se développe de manière significative dans les années 1980, considérée comme l'âge d'or du genre, en dehors du grand public, servant plutôt comme un phénomène underground, et en dehors du circuit commercial. Au fil des années se développera différents courants et philosophies relatives à ce sous-genre du punk rock. À la fin des années 1980 et au début des années 1990, le hardcore mélodique commence à gagner en notoriété, d'abord aux États-Unis, puis partout dans le monde. Alors que ce sous-genre se popularise, le genre dans sa forme classique continue au moins en partie à conserver son caractère anti-commercial. Néanmoins, même ce genre, comme la scène punk en général, commence à se populariser à grande échelle, en commençant une tendance qui se poursuit au punk rock.

### Origines

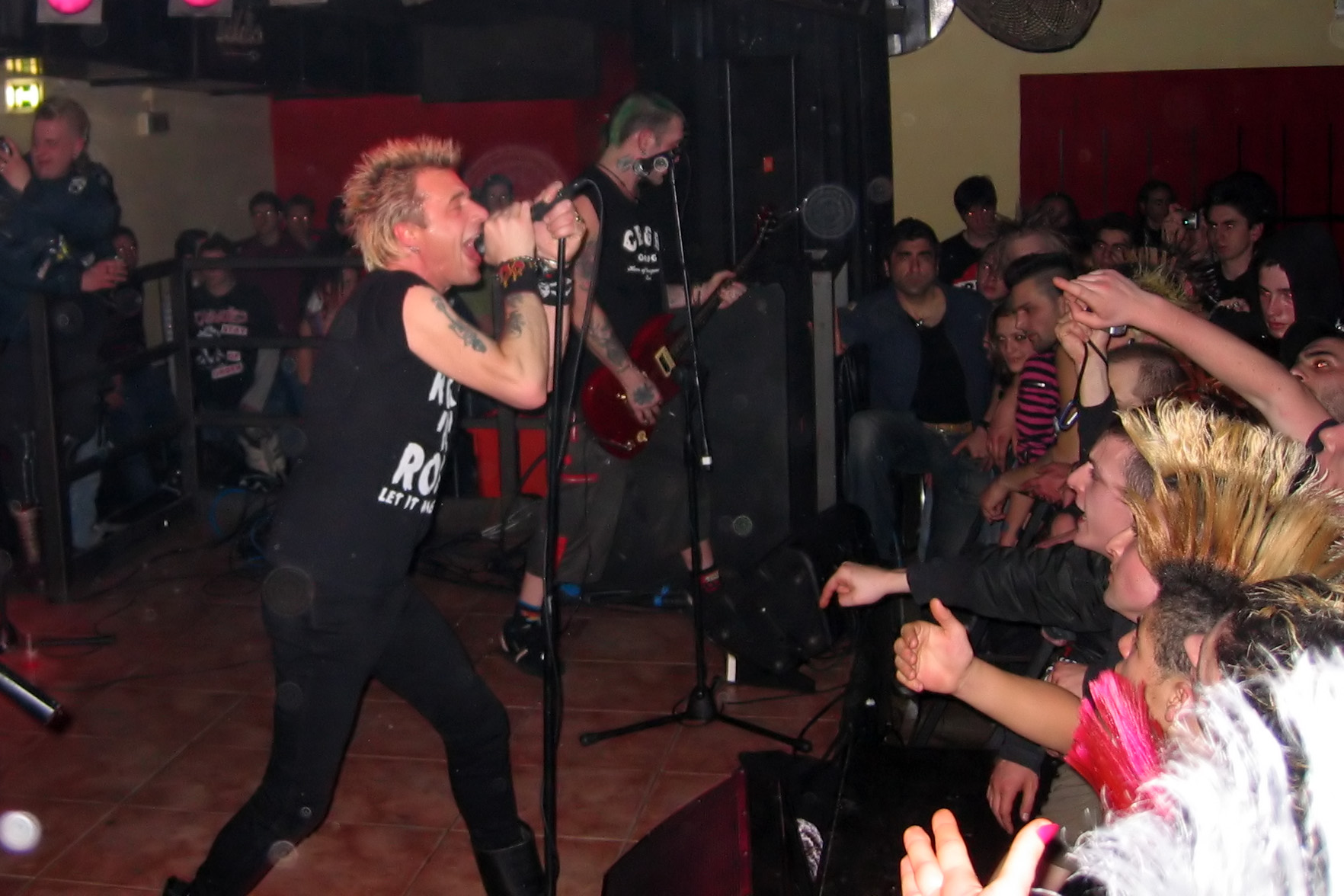
Charged GBH en 2006.

En Amérique du Nord, le genre retrace ses origines dans les années 1970 et 1980 dans différentes zones géographiques, en particulier les scènes locales de Californie, Washington, Chicago, New York, Winnipeg dans le Manitoba, Vancouver, Toronto. La première scène retrace ses origines dans les stations balnéaires de la région de Los Angeles, influencées par des groupes tels que 999, Angelic Upstarts, Sham 69, les Ramones, et Avengers.
L'origine du terme « punk hardcore » est incertaine. Le groupe D.O.A., originaire de Vancouver, contribue probablement à populariser le terme avec le titre de leur album de 1981, Hardcore '81. Selon Steven Blush, le terme « hardcore » fait également référence au fait que la musique est « extrême : le punk le plus absolu. » Jusqu'en 1983, le terme hardcore est occasionnellement utilisé, principalement comme un terme descriptif. Les adolescents américains, eux-mêmes amateurs du genre, sont considérés comme « punk », bien qu'ils ne soient pas nécessairement intéressés par le son original du punk rock de la fin des années 1970 issu de groupes comme The Ramones, Sex Pistols, The Clash, The Damned, Heartbreakers, The Voidoids, et Dead Boys. Dans de nombreux milieux, le hardcore est un terme utilisé au sein du groupe, en indiquant « la musique de gens comme nous », et comprend des sons très variés, de hardcore ultra-rapide au rock lent, et parfois le bruit des groupes expérimentaux, y compris The Stickmen et Flipper.
Comme la plupart des groupes limitent le contact avec le monde de la production musicale, le hardcore adopte une approche d'auto-production typiquement do it yourself. De nombreuses villes de la scène hardcore favorisent des productions à bas coût, composées d'enregistrements de quatre pistes, et vendues pendant les concerts ou par courrier. La publicité des concerts s'effectue avec des photocopies de fanzines, des émissions de radio et d'affiches apposées sur les murs ou dans les cabines téléphoniques. Le mode vestimentaire comprend t-shirts, jeans et cheveux courts. Dans le même temps, des formes de punk hardcore se développent en parallèle, en particulier le British hardcore au Royaume-Uni. Des groupes de ce courant, comme Discharge et les Charged GBH, mêlent son punk de la fin des années 1970 avec des morceaux de batterie et de guitare saturée utilisés par des groupes New wave of British heavy metal (NWOBHM) comme Motörhead. Le punk hardcore nord-américain et le hardcore britannique se développent en même temps, il est donc difficile de savoir si ce dernier est directement influencé par la scène américaine, ou vice-versa.

### Pionniers du genre

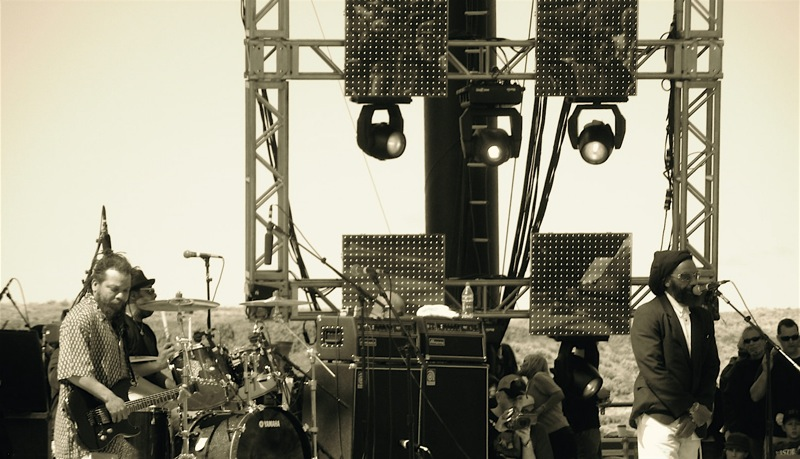
Bad Brains en 2007.

L'ouvrage de Michael Azerrad Our Band Could Be Your Life, et celui de Steven Blush American punk hardcore (qui a inspiré le film et documentaire American Hardcore de Paul Rackman) décrit Black Flag, les Bad Brains et Minor Threat comme les groupes les plus importants et influents du genre. Azerrad décrit Black Flag comme les pionniers du genre ; attribue la vélocité du genre aux Bad Brains ; et décrit Minor Threat comme un groupe pur et dur de punk hardcore.
Black Flag, formé par le guitariste et compositeur Greg Ginn en 1976, influence significativement la scène de Los Angeles, puis toute la scène nord-américaine, avec leur l'approche DIY et dure du genre. Grâce à leur tournée organisée en 1980 et en 1981, le groupe entre en contact avec la scène punk hardcore répandue en Amérique du Nord, et trace le chemin par la suite suivi par d'autres groupes,,.
Les Bad Brains, formés à Washington en 1977, utilisent des éléments du heavy metal et du reggae. Minor Threat, également originaire de Washington et formé en 1980, adopte un style agressif, rapide, fortement influencé par les Bad Brains. Le groupe inspire le mouvement straight edge, en particulier à travers leur chanson Straight Edge.

### Première attention médiatique

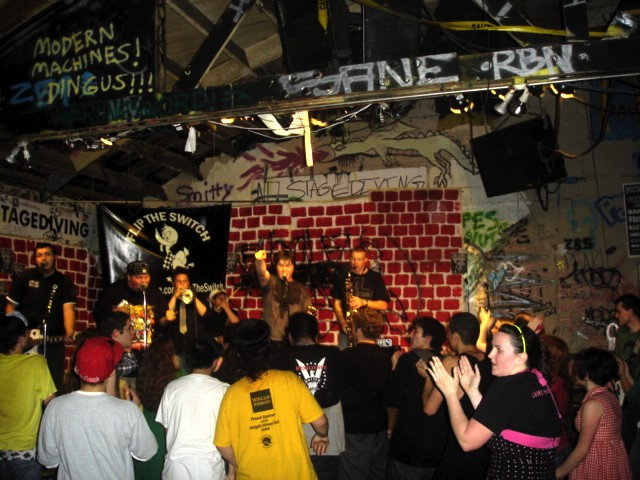
Concert au 924 Gilman Street, célèbre lieu du punk hardcore à Berkeley.

Une émission de radio très influente située à Los Angeles se nomme Rodney on the ROQ, émise par la station commerciale KROQ en 1976. Le disc-jockey Rodney Bingenheimer y diffuse de nombreux styles musicaux et contribue à la popularisation du « beach punk », un style musical bruitiste de banlieues joué par de nombreux groupes originaires de la région de Huntington Beach et de la région conservatrice Orange County. Un soutien pour cette radio s'effectue dans le New Jersey par Pat Duncan. La radio et les concerts restent les principaux moyens de diffusion privilégiés par la majorité des groupes hardcore nord-américains. La station de radio publique KPFA, située à Berkeley, diffuse un programme (et également fanzine) appelé Maximumrocknroll avec DJ Tim Yohannon et Jeff Bale, émettant de nouveaux groupes californiens. Quelques fanzines, dont Flipside, Slash et Maximumrocknroll, aident à populariser ce nouveau style de punk. Certaines stations sont ciblées par la Federal Communications Commission en raison des textes considérés comme indécents transmis dans les chansons hardcore.
Au fil du temps, les concerts de la première vague hardcore deviennent des lieux d'affrontement de plus en plus violents entre civils et forces de l'ordre, et plus particulièrement à Los Angeles. La violence dans les concerts de hardcore est montrée dans les séries populaires CHiPs et Quincy, dans lesquelles les Angelenos de punk hardcore s'impliquent dans des meurtres et combats sanglants. Cette violence dans la scène hardcore attire l'attention de la droite politique religieuse et évangélique qui cible des groupes tels que les Dead Kennedys et Circle Jerks. L'intérêt des médias permet également à des groupes comme Fear de participer au Saturday Night Live.

### Fin des années 1980

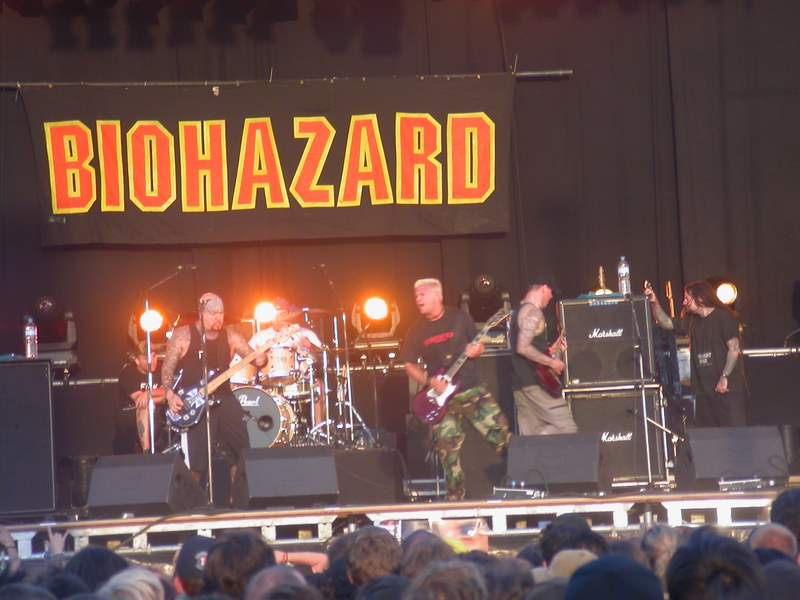
Biohazard, groupe de hardcore et de metalcore.

À la fin des années 1980, des groupes comme NoMeansNo et Victim's Family créent un nouveau style musical en mêlant les éléments agressifs des influences hardcore à des genres tels que le rock psychédélique, le rock progressif, la musique bruitiste, le jazz ou le math rock ; ce développement est parfois appelé le jazzcore. Cette voie est suivie à la fin des années 1990 par Mr. Bungle, Candiria, Deep Turtle et Ruins. Les autres groupes comprennent l'influence du hardcore Naked City, formée par le saxophoniste John Zorn, et Neurosis, qui débute dans le hardcore avant d'explorer un tempo plus lent et des thèmes plus sombres. Beaucoup de groupes commencent à intégrer des textes émotionnels et personnels dans leur musique, influencé par la scène de Washington et le label Dischord Records, qui évolue ensuite vers l'emo à la fin des années 1990. Nation of Ulysses est l'un des groupes les plus influents de Washington, alliant guitares saturées, semblables à Black Flag, avec des éléments de jazz et à l'idéologie presque situationniste.

### Années 1990

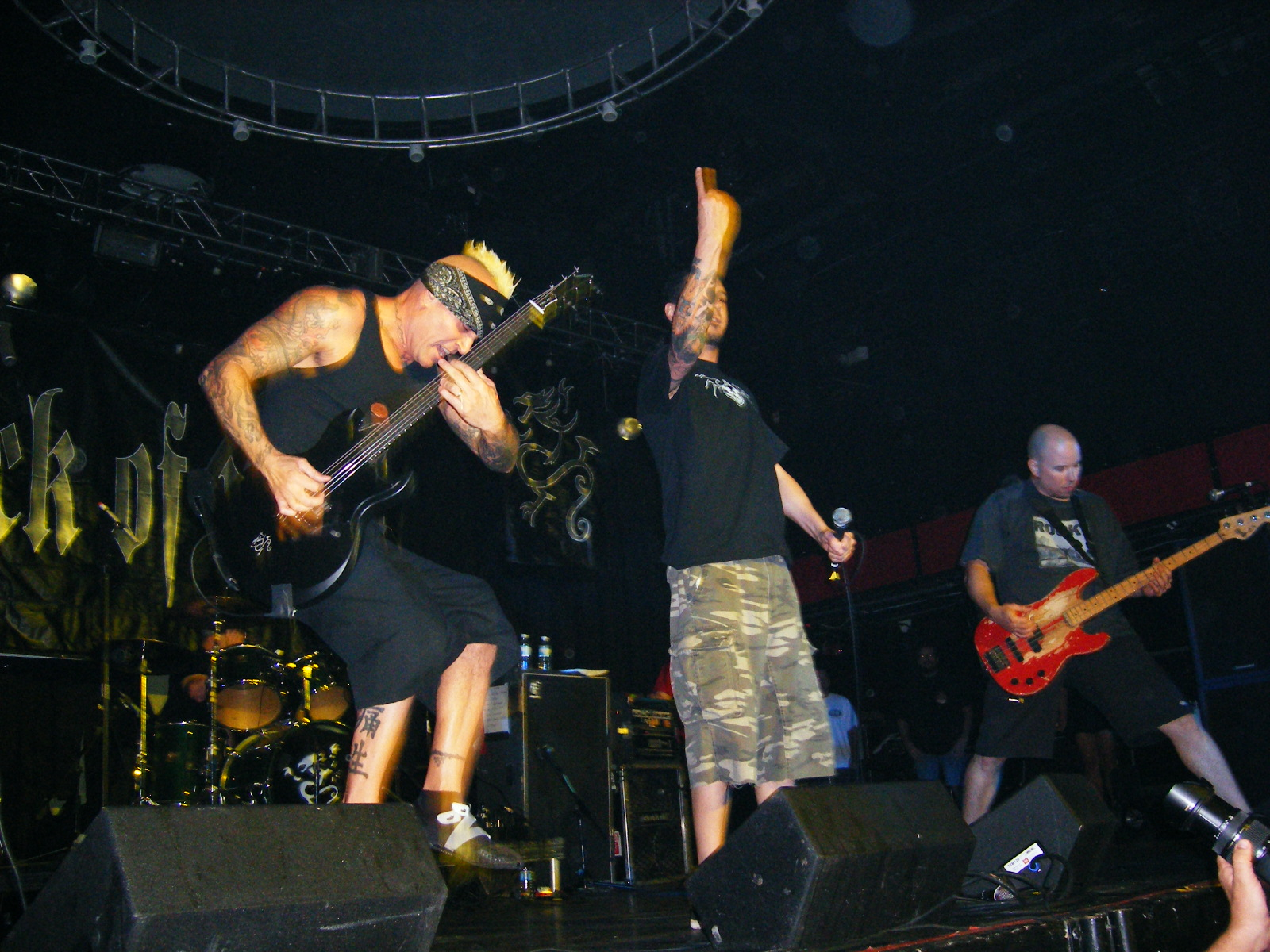
Sick of It All.

À la fin des années 1980, Le hardcore diffère en deux vagues : un rock traditionnellement punk, lent et intense, confondu par certaines influences du heavy metal. La première vague comprend un son plus orienté hardcore, tandis que la seconde implique un son plus métallique, parfois étiqueté comme du metalcore plus lourd et plus technique. Le deuxième album de Sick of It All, Just Look Around, un album révolutionnaire de cet aspect, sort en 1991. L'intensité, la puissance et un rythme plus lent mais lourd caractérisent cet album par rapport à leur premier album, Blood, Sweat and No Tears, plus rapide et plus traditionnel.
Biohazard, Judge, Integrity et Hogan's Heroes (en) sont parmi les premiers groupes mêlant ces sons hardcore avec des voix graves et rauques, parfois gutturales comme dans le death metal, des guitares saturées et des batteries insistantes inspirées par les premiers groupes hardcore et, en même temps, avec des intermèdes de sons staccato. Hormis des éléments du metalcore, le genre s'inspire également du thrash metal et du death metal mélodique. Certains groupes, comme Biohazard et Candiria, s'inspirent également du rap et du hip-hop dans leur musique, catégorisée rapcore. D'autres groupes notables de l'époque, comme les californiens Inside Out et les new-yorkais Burn mêlent éléments du hardcore classique et rythmes progressifs. En 1998, le groupe de thrash metal Sepultura fait paraître son premier album de punk hardcore, Against.
Ebullition Records, label fondé en 1990 par Kent McClard à Santa Barbara (Californie),, se spécialise dans la publication d'albums critiquant la politique et le système capitaliste américain en donnant toujours moins d'attention à des questions personnelles. De nombreux groupes de hardcore comme Aus-Rotten, un groupe également connu dans le milieu du crust punk, se concentrent sur l'éthique anarchiste. Sur la côte est des États-Unis, des groupes comme Rorshach et Born Against développent les pensées de la politique de gauche, souvent marxistes. Refused, se popularise avec succès à l'international après une tournée de plusieurs années et trois albums. La tournée de leur dernier album The Shape of Punk to Come est divisée, en raison de leur vision anarchiste incompatible avec leur carrière musicale. À cette même période, Vision of Disorder, avec leur EP Still intronise une musique hardcore mélodique, une tendance ensuite propagée à l'international.

## Sous-genres

### Old school
Emprunte ses caractéristiques musicales les plus extrêmes au punk, dont il demeure une branche : radicalisation des paroles, durcissement des rythmes et de la musique. Gimmicks : les circle-pits, le slamdancing, le stage-diving[Quoi ?]. Les groupes du genre incluent Dead Kennedys, Black Flag, GBH, Misfits, Circle Jerks, Bad Brains, Reagan Youth, GG Allin, Poison Idea, Minutemen, Meat Puppets, Negative Approach, SOA, DOA, Minor Threat, SSD, et Government Issue[réf. nécessaire].

### Youth crew
Scène particulièrement dynamique à New York et Boston. Stagnation des idées et du discours tout en proposant une musique plus rapide et mélodique. Gimmicks : singalongs (chœurs de public), finger pointing (doigt pointé) et pile-ons (empilement), port des X symbole des straight edge, de vêtements de sport. Ces hardcore kids veulent marquer leur différence avec leurs aînés et les punks[réf. nécessaire].

### New York hardcore (NYHC)
Scène très active depuis le début des années 1980, pas vraiment un genre au début : mentalité skinhead anarchiste, paroles sombres et réalistes, musique plus agressive empruntant déjà quelques éléments au heavy metal, attitude plus volontiers machiste (des gros durs de la scène), rejet du straight edge et du végétalisme, ainsi qu'un patriotisme plus ou moins prononcé selon les groupes. Les groupes incluent Agnostic Front, Madball, Biohazard, Sick of It All, Cro-Mags, Gorilla Biscuits, Judge, Breakdown, Subzero, Murphy's Law, Warzone, Leeway, 25 Ta Life, Comin Correct, Vision of Disorder, Indecision, Most Precious Blood, Killing Time, Crown of Thornz, District 9, No Redeeming Social Value, Underdog, Straight Ahead, Sheer Terror, et Neglect[réf. nécessaire].

### Metalcore
À la fin des années 1980, le thrash metal explose : Slayer, Metallica, Anthrax et Megadeth influencent toute une génération. Certains musiciens de hardcore intègrent de nouvelles structures à leur musique et créent le new school puis le metalcore : le son est plus lourd, le rythme plus lent, les solos de guitare plus nombreux, le chant est parfois guttural.[réf. nécessaire]. Les groupes pionniers de Cleveland incluent Integrity, Ringworm, In Cold Blood, et Starkweather. Cette première vague reçoit parfois l'étiquette Holy Terror car les textes sont volontiers anti-cléricaux, apocalyptiques et sombres. Les groupes notables incluent Converge, Crumbsuckers, Rorschach, Born Against, Unbroken, Darkside NYC, Dmize, Confusion, Catharsis, Bloodlet, Earth Crisis, Hatebreed, All Out War, Turmoil, Integrity, Vision of Disorder, Strife, Death Threat, Despair, Buried Alive, Another Victim, Merauder, Irate, Bulldoze, Overcast, Snapcase, Shai Hulud, et Kickback[réf. nécessaire].
Les scènes underground de ce genre n'échappent pas à la médiatisation et au phénomène internet. Par le biais de pages myspace et autres moyens de communication, elles devinrent un cercle d'auto-critique communautariste et d'autodestruction, pour la majeure partie des groupes qui se voyaient mélangés à une population adolescente de moins en moins engagée, mais avide de négationnisme et de violence. Rares sont les groupes qui persistent et durent en toute intégrité, nombreux sont les groupes non signés qui cherchent à l'être et de par cette volonté de médiatisation et de facilité que connaît le monde aujourd'hui[Quand ?]. La musique reste toutefois de qualité et si le fond se veut d'une volonté de rejet médiatique, la réalité en est autrement pour de nombreux groupes qui se font connaître de nos jours[Quand ?]. Ce qui grise et vieillit ce mouvement en apparence. Il reste et subsiste malgré tout en vie, derrière l'impression de faire valoir et la barrière de publicités qui en découlent[réf. nécessaire].

### Emo

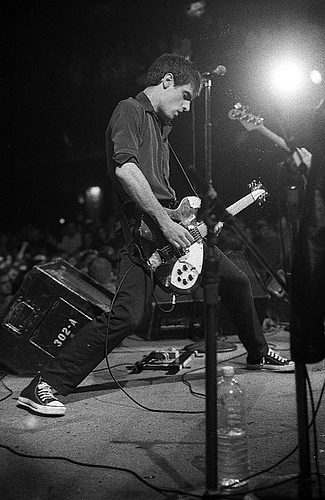
Guy Picciotto, du groupe emo Rites of Spring.

La caractéristique principale de l'emo réside dans des mélodies rapides jouées à la guitare, de manière à constituer un mur de son. La deuxième caractéristique essentielle est le chant qui est le plus souvent hurlé. Le rythme peut rester simple avec des rythmes punk (4/4), des rythmiques 6/8 (ternaire) mais, dans certains cas, être plutôt chaotique et donc complexe[réf. nécessaire]. Ce style est en explosion depuis plus d'une décennie en France (Lyon, Reims, Paris), Allemagne, Italie, Espagne, Japon, Canada, États-Unis avec des labels comme Ebullition, Level Plane, Electric Human Project, React With Protest, Impure Muzik, Alchimia, et Rejuvenation[réf. nécessaire].

### Fastcore
Le fastcore (ou thrashcore) est un terme moderne pour un style musical relativement vieux, définissant tout simplement le hardcore ultra rapide et dénué d'influences métal. Les morceaux sont souvent très courts, avec des structures très minimales. La musique se doit d'être rapide, et le chant est plutôt criard. Les textes ont tendance à être politisés, sociaux et/ou humoristiques. Des exemples de groupes fastcore et powerviolence incluent Spazz, Charles Bronson, Dropdead, Infest, Lärm, Seein' Red, Sylvester Staline et Vitamin X.

### Hardcore chrétien
Le hardcore chrétien, aussi appelé christcore dans les médias, n'est pas en soi un sous-genre du hardcore mais plutôt un courant dans lequel se retrouve des artistes chrétiens, à l'instar du straight-edge dont beaucoup de groupes et d'artistes se revendiquent aussi (exemple : xDeathStarx, xLooking Forwardx). Les textes traitent de responsabilité personnelle, de croyances, d'espérance. Les labels qui signent et distribuent ces groupes ne sont pas nécessairement chrétiens. Deux labels importants portent principalement ce courant Facedown Records et Blood & Ink Records. Ce courant se retrouve principalement aux États-Unis[réf. nécessaire].